# Monomorium braunsi
Monomorium braunsi är en myrart som beskrevs av Mayr 1901. Monomorium braunsi ingår i släktet Monomorium och familjen myror. Inga underarter finns listade i Catalogue of Life.